# Chaz Davies

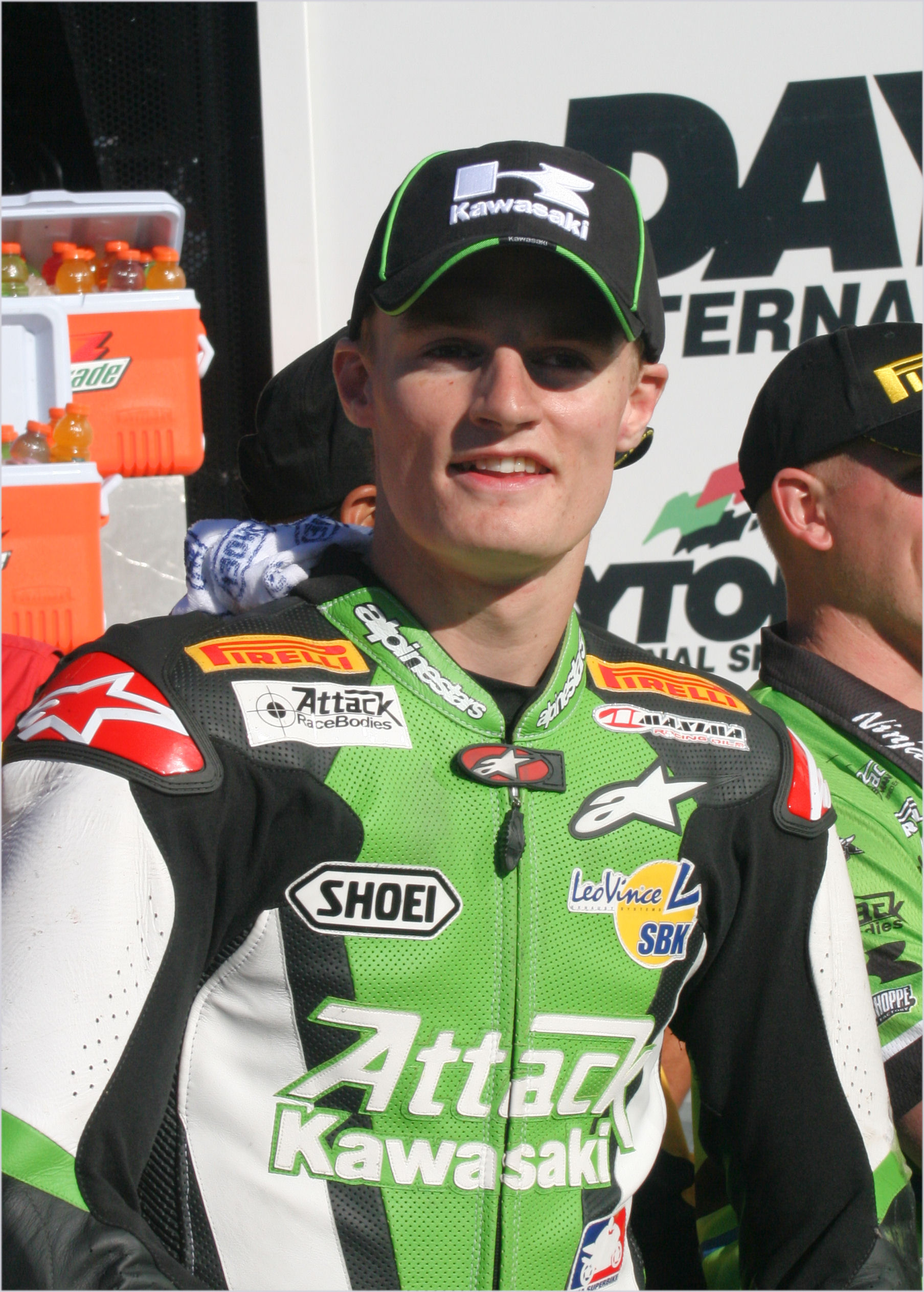
Chaz Davies tijdens de Daytona 200 in 2008

Chaz Davies (Knighton, 10 februari 1987) is een Brits motorcoureur die uitkomt in het wereldkampioenschap superbike. In 2011 werd hij wereldkampioen in het wereldkampioenschap Supersport.

## Carrière
Davies begon op vijftienjarige leeftijd zijn internationale racecarrière in 2002 in het wereldkampioenschap wegrace. Voor het team Matteoni Racing kwam hij uit op een Aprilia in de 125 cc-klasse en was de jongste coureur ooit die een volledig seizoen reed. In zijn eerste seizoen wist hij alleen in Portugal met een elfde plaats punten te vergaren voor het kampioenschap. Hij eindigde dat jaar op een 29e plaats met vijf punten.
Na zijn eerste seizoen maakte Davies in 2003 de overstap naar de 250 cc-klasse, de klasse waarin hij tot 2006 zou uitkomen. Zijn beste resultaat in deze klasse werd een vijfde plaats tijdens de laatste race van het seizoen 2005 in Valencia.
In 2007 maakte Chaz Davies de overstap naar de Verenigde Staten, om daar in de AMA Formula Xtreme en AMA Supersportkampioenschap uit te komen. Met name in eerstgenoemde klasse behaalde Davies goede resultaten. Met twee derde plaatsen en 206 punten werd hij zesde in het kampioenschap. In 2008 behaalde Davies zijn eerste overwinning in deze klasse tijdens de Daytona 200 en werd vijfde in het algemeen klassement. Aan het einde van 2008 werd de Formula Xtreme opgeheven en vervangen door het AMA Pro Daytona SportBike-kampioenschap. Davies nam in 2009 deel aan deze klasse, waarin een tweede plaats op Laguna Seca zijn beste resultaat werd.
Aan het einde van het seizoen 2009 keerde Davies al even terug naar Europa om een drietal races in het wereldkampioenschap Supersport te rijden en werd in zijn eerste race gelijk vierde. In 2010 reed hij vervolgens een volledig seizoen in deze klasse, waarin hij uitkwam op een Triumph. Met vier derde plaatsen en vijf vierde, stond hij aan het einde van het seizoen met 153 punten vierde in het algemeen klassement. 2011 zou zijn voorlopig succesvolste jaar worden. Davies maakte de overstap naar Yamaha. Na een tegenvallende eerste race in Australië kwamen vervolgens de goede resultaten. Zijn eerste overwinning behaalde hij in de derde race op het TT Circuit Assen en met zes overwinningen in het seizoen werd hij met 206 punten wereldkampioen.
In 2012 keerde Davies terug naar Aprilia en maakte de overstap naar het wereldkampioenschap superbike. Gewenning aan de nieuwe raceklasse nam enige tijd in beslag. Tijdens de eerste races van het seizoen kon Davies nog geen goede resultaten neerzetten. Naarmate het seizoen vorderde werden de resultaten beter en na in Spanje al eens op het podium te hebben gestaan behaalde Davies tijdens de tweede race in Duitsland zijn eerste overwinning. Aan het einde van het seizoen werd hij met 164,5 punten negende in het algemeen klassement. Na een jaar Aprila maakte Davies in 2013 de overstap naar BMW, waar hij teamgenoot werd van de Italiaan Marco Melandri. Davies kon drie overwinningen op zijn naam schrijven en werd achter zijn teamgenoot vijfde in het algemeen klassement. Nadat BMW bekendmaakte geen fabriekssteun meer te leveren in het seizoen 2014 stapte Davies over naar Ducati.

## Statistieken

### Grand Prix

#### Per seizoen
| Seizoen | Klasse | Motor   | Team                            | Races | Winst | Podiums | Poles | SR | Ptn | Pos |
| ------- | ------ | ------- | ------------------------------- | ----- | ----- | ------- | ----- | -- | --- | --- |
| 2002    | 125cc  | Aprilia | CWF – Matteoni Racing           | 15    | 0     | 0       | 0     | 0  | 5   | 29e |
| 2003    | 250cc  | Aprilia | Aprilia Germany                 | 16    | 0     | 0       | 0     | 0  | 33  | 14e |
| 2004    | 250cc  | Aprilia | Aprilia Germany                 | 16    | 0     | 0       | 0     | 0  | 51  | 13e |
| 2005    | 250cc  | Aprilia | Aprilia Germany                 | 16    | 0     | 0       | 0     | 0  | 32  | 16e |
| 2006    | 250cc  | Aprilia | TicinoHosting Campetella Racing | 5     | 0     | 0       | 0     | 0  | 3   | 32e |
| 2006    | 250cc  | Honda   | Arie Molenaar Racing            | 1     | 0     | 0       | 0     | 0  | 0   | 32e |
| 2006    | 250cc  | Honda   | Grillini Racing                 | 1     | 0     | 0       | 0     | 0  | 0   | 32e |
| 2007    | MotoGP | Ducati  | Pramac d'Antin                  | 3     | 0     | 0       | 0     | 0  | 0   | NC  |
| 2024    | MotoE  | Ducati  | Aruba Cloud MotoE Racing        | 16    | 0     | 0       | 0     | 0  | 35  | 17e |
| Totaal  | Totaal | Totaal  | Totaal                          | 89    | 0     | 0       | 0     | 0  | 159 |     |

#### Per klasse
| Klasse | Seizoenen             | 1e GP                 | 1e podium             | 1e winst              | Races | Winst | Podiums | Poles | SR | Ptn | Kampioen |
| ------ | --------------------- | --------------------- | --------------------- | --------------------- | ----- | ----- | ------- | ----- | -- | --- | -------- |
| 125cc  | 2002                  | Japan 2002            |                       |                       | 15    | 0     | 0       | 0     | 0  | 5   | 0        |
| 250cc  | 2003-2006             | Japan 2003            |                       |                       | 55    | 0     | 0       | 0     | 0  | 119 | 0        |
| MotoGP | 2007                  | Verenigde Staten 2007 |                       |                       | 3     | 0     | 0       | 0     | 0  | 0   | 0        |
| MotoE  | 2024-heden            | Portugal 2024 R1      |                       |                       | 16    | 0     | 0       | 0     | 0  | 35  | 0        |
| Totaal | 2002-2007, 2024-heden | 2002-2007, 2024-heden | 2002-2007, 2024-heden | 2002-2007, 2024-heden | 89    | 0     | 0       | 0     | 0  | 159 | 0        |

#### Races per jaar
(vetgedrukt betekent pole positie; cursief betekent snelste ronde)
| Jaar | Klasse | Motor   | 1       | 2       | 3       | 4       | 5        | 6       | 7       | 8       | 9       | 10       | 11      | 12      | 13      | 14      | 15      | 16      | 17     | 18      | Pos | Ptn |
| ---- | ------ | ------- | ------- | ------- | ------- | ------- | -------- | ------- | ------- | ------- | ------- | -------- | ------- | ------- | ------- | ------- | ------- | ------- | ------ | ------- | --- | --- |
| 2002 | 125cc  | Aprilia | JPN DNF | ZAF 21  | SPA 24  | FRA 18  | ITA 18   | CAT DNF | NED 24  | GBR 16  | DUI 20  | TSJ DNS  | POR 11  | RIO 29  | PAC 24  | MAL 25  | AUS 22  | VAL 28  |        |         | 29  | 5   |
| 2003 | 250cc  | Aprilia | JPN 18  | ZAF 15  | SPA 18  | FRA DNF | ITA 13   | CAT DNF | NED 24  | GBR 13  | DUI 12  | TSJ 14   | POR 20  | RIO 9   | PAC 11  | MAL 12  | AUS 15  | VAL 13  |        |         | 14  | 33  |
| 2004 | 250cc  | Aprilia | ZAF DNF | SPA DNF | FRA 12  | ITA 17  | CAT 13   | NED 15  | RIO 13  | DUI 12  | GBR DNF | TSJ 8    | POR 16  | JPN DNF | QAT 16  | MAL 9   | AUS 6   | VAL 5   |        |         | 13  | 51  |
| 2005 | 250cc  | Aprilia | SPA 11  | POR DNF | CHI DNF | FRA 12  | ITA 10   | CAT DNF | NED 14  | GBR DNF | DUI DNF | TSJ DNF  | JPN DNF | MAL 12  | QAT 16  | AUS 11  | TUR 10  | VAL 16  |        |         | 16  | 32  |
| 2006 | 250cc  | Aprilia | SPA 13  | QAT 17  | TUR DNF | CHI 17  | FRA DNF  | ITA     | CAT     | NED     |         |          |         |         |         |         |         |         |        |         | 32  | 3   |
| 2006 | 250cc  | Honda   |         |         |         |         |          |         |         |         | GBR DNF | DUI      | TSJ     | MAL     | AUS     | JPN     | POR     | VAL 21  |        |         | 19  | 20  |
| 2007 | MotoGP | Ducati  | QAT     | SPA     | TUR     | CHI     | FRA      | ITA     | CAT     | GBR     | NED     | DUI      | VST 16  | TSJ     | SMR     | POR     | JPN     | AUS DNF | MAL 17 | VAL DNS | NC  | 0   |
| 2024 | MotoE  | Ducati  | POR1 9  | POR2 15 | FRA1 13 | FRA2 12 | CAT1 DNF | CAT2 14 | ITA1 14 | ITA2 16 | NED1 9  | NED2 DNF | DUI1 14 | DUI2 16 | OOS1 13 | OOS2 14 | SMR1 15 | SMR2 15 |        |         | 17  | 35  |